# Айтекова-Жане Нафісет Гумерівна
Нафісет Гумерівна Айтекова (уроджена Жане, рос. Нафисет Гумеровна Айтекова-Жанэ; нар. 21 березня 1940, Майкоп — пом. 8 вересня 2020) — акторка, співачка, заслужена артистка РРФСР, народна артистка Республіки Адигея.

## Біографія
Нафісет Гумерівна Жане народилась 21 березня 1940 року в м. Майкоп. Батько — Гумер Зезарахович Жане, учасник Німецько-радянської війни; очолював Понежукайський райспоживсоюз, місцевий колхоз та сільпо. Мати — Галина Іванівна працювала медсестрою. Після народження батьки повернулись в аул Едепсукай-1, де пройшли її дитячі роки. Крім Нафісет в родині було ще три доньки. 
В школі розпочала артистичну діяльність, яку після закінчення восьми класів продовжила вступивши в Адигейське педагогічне училище. На зональному огляді самодіяльності в Ростові-на-Дону на неї звернув увагу кінорежисер С.А. Герасимов, і рекомендував вступити в московський виш.
У 1957 р. в Майкоп приїхав ректор Державного інституту театрального мистецтва М.А. Горбунов з метою відбору талановитої молоді для навчання в другій національній студії. За його підтримки змогла вступити в інститут на відділення акторів музичної комедії, де навчалася під керівництвом Л. В. Баратова, Н. Д. Мордвинова, С. Х. Гушанського та інших. Її перший професійний досвід акторської гри відбувся там само в московському ДІТМ, де вона зіграла роль Любаши Толмачової в опереті «Севастопольський вальс» К.Я. Лістова яка стала початком її акторської кар'єри.
У 1962 р. вона закінчила ДІТМ з червоним дипломом, і на запрошення директора крайового театру оперети Т.Д. Гогави переїхала в Краснодар. Там за два роки виконала провідні партії у 5 спектаклях.
У 1964 році Нафісет Айтекова-Жане перейшла до Адигейського драматичного театру імені А. С. Пушкіна. За роки своєї кар'єри вона зіграла понад 100 ролей у різноманітних спектаклях, охоплюючи твори класиків і сучасних авторів. Вона також виступала з концертами, популяризуючи адигейську музику та культуру.

## Нагороди
У 1979 році Нафісет Гумерівна була удостоєна звання Заслуженої артистки РСФСР, а в 1994 році — Народної артистки Республіки Адигея.
У 2016 р. указом голови Республіки Адигея отримала медаль «Слава Адигеї».

## Театральні роботи
- Сашико («Не хвилюйся, мама!» Н. Думбадзе, 1977)
- Анна Андріївна («Ревізор» М. Гоголя, 1980)
- Бабуца («Квартет для душі» Г. Хугаєва, 1980)
- Місіс Беккерман («Інцидент, або Випадок в метро» Н. Баера, 1981)
- Джиракіз («Початок легенди» Є. Мамія, 1981)
- Пані Пернель («Тартюф» Мольєра, 1982)
- невідомо («Бунт невісток» Б. Утіжева, 1982)
- Мати ящірки («Ящірка» і «Дві стріли» А. Володіна, 1982)
- Гуаша («Магічний наперсток» М. Абдокова і М. Добагова, 1983)
- Ксенія («Якби ж небо було дзеркалом» Г. Лордкіпанідзе по роману Н. Думбадзе, 1984)
- Зінаїда Савішна («Іванов» А. Чехова, 1985)
- Секретар Віктора («Я також життя» О. Гельмана)

## Родина
Чоловік — Махмуд Ісламович Айтеков. Двоє дітей.